# Melnice
Melnice falu Horvátországban, Lika-Zengg megyében. Közigazgatásilag Zengghez tartozik.

## Fekvése
Zengg központjától 10 km-re délkeletre, a Zenggből Károlyváros felé menő 23-as számú főút mellett a Velebit hegység területén fekszik.

## Története
A település akkor keletkezett amikor 1654-ben Hercegovinából a török terjeszkedés elől menekülő bunyevácok harmadik hulláma érkezett Zenggbe, majd a következő években a Zrínyiek engedélyével Lika területén több települést is alapítottak. A falunak 1857-ben 357, 1910-ben 429 lakosa volt. 1920-ig Lika-Korbava vármegye Zenggi járásához tartozott. Ezt követően előbb a Szerb–Horvát–Szlovén Királyság, majd Jugoszlávia része lett. Jugoszlávia felbomlása után 1991-ben a független Horvátország része lett. 2011-ben 57 lakosa volt, akik főként állattartással, földműveléssel és idénymunkákkal foglalkoztak.

## Lakosság
| Lakosság változása | Lakosság változása | Lakosság változása | Lakosság változása | Lakosság változása | Lakosság változása | Lakosság változása | Lakosság változása | Lakosság változása | Lakosság változása | Lakosság változása | Lakosság változása | Lakosság változása | Lakosság változása | Lakosság változása | Lakosság változása |
| ------------------ | ------------------ | ------------------ | ------------------ | ------------------ | ------------------ | ------------------ | ------------------ | ------------------ | ------------------ | ------------------ | ------------------ | ------------------ | ------------------ | ------------------ | ------------------ |
| 1857               | 1869               | 1880               | 1890               | 1900               | 1910               | 1921               | 1931               | 1948               | 1953               | 1961               | 1971               | 1981               | 1991               | 2001               | 2011               |
| 357                | 830                | 975                | 293                | 376                | 429                | 355                | 417                | 349                | 320                | 317                | 241                | 172                | 129                | 79                 | 57                 |

## Nevezetességei
Mali Goljak és Cvitovac prehisztorikus várhelyek, egykori erődített települések maradványai.